# Heliconius charithonia
Heliconius charithonia (denominada popularmente, em língua inglesa, Zebra Longwing ou Zebra Heliconian) é uma borboleta neotropical da família Nymphalidae e subfamília Heliconiinae, nativa do sul dos Estados Unidos (Texas e Flórida, incluindo os Everglades; e ocasionalmente migrando para o oeste e norte até o Novo México, Nebraska e Carolina do Sul) até México, Índias Ocidentais e noroeste da América do Sul, na Venezuela, Colômbia, Equador e Bolívia. Foi classificada por Carolus Linnaeus em seu livro Systema Naturae, com a denominação de Papilio charithonia, em 1767. Suas lagartas se alimentam gregariamente de plantas do gênero Passiflora (família Passifloraceae), muitas vezes desfolhando-as completamente. É considerada a espécie-tipo de seu gênero.

## Descrição
Esta espécie, em vista superior e inferior, é imediatamente distinguida, nos locais onde vive, pelo padrão de zebra em suas asas, o que lhe dá o nome comum de Zebra. Elas são de um negro-amarronzado aveludado, trazendo linhas longitudinais de um matiz sulfuroso. Também são distinguíveis duas pontuações vermelhas, próximas ao corpo do inseto.

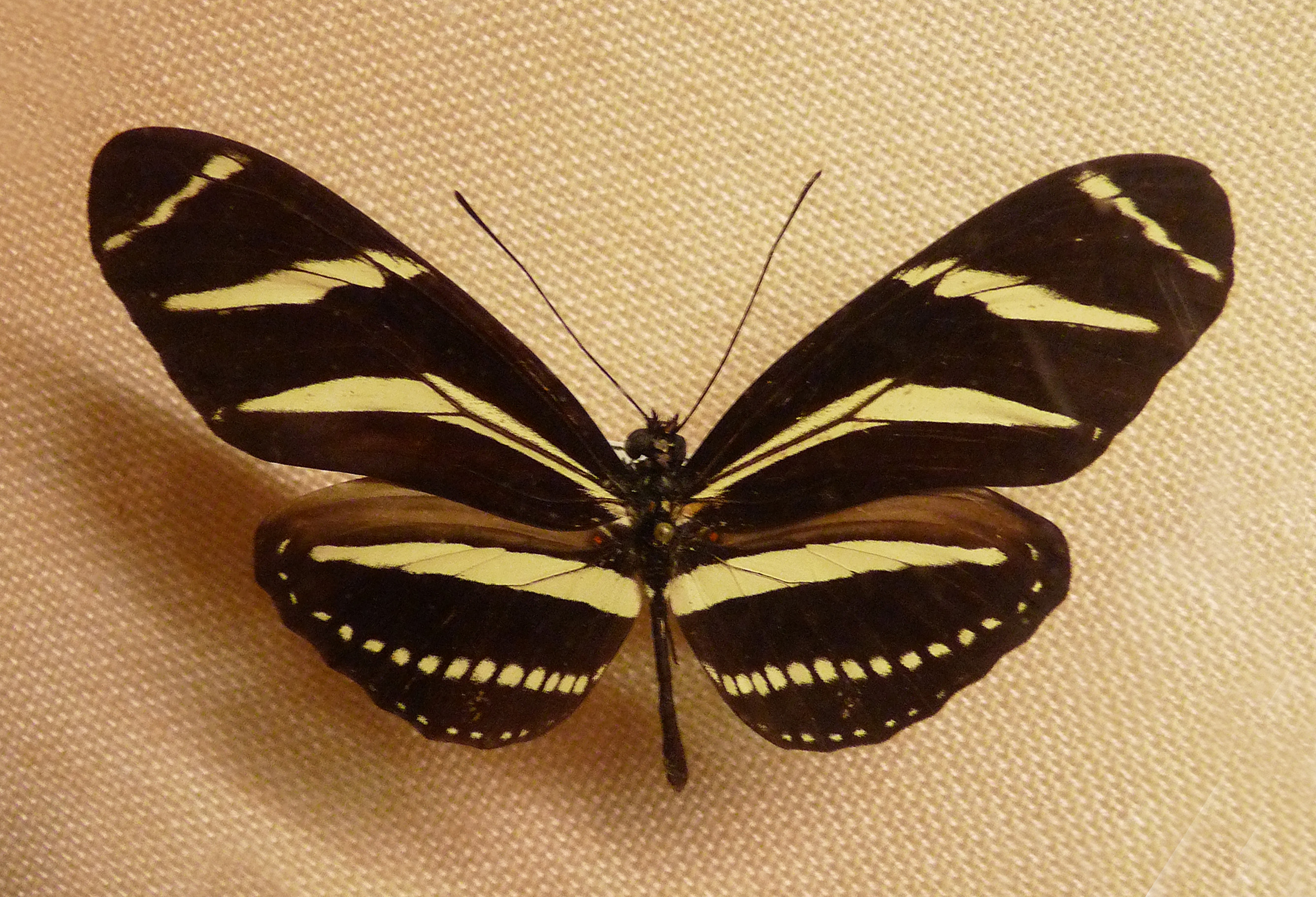
Espécime de H. charithonia no museu zoológico de Estrasburgo.

## Habitat, hábitos e alimentação
Heliconius charithonia ocorre em floresta subtropical, em habitats de borda de floresta, em pastagens e ao longo das estradas; nas elevações entre o nível do mar e cerca de 1.800 metros de altitude, voando em busca do néctar e do pólen (este último procurado pelas fêmeas) de flores para sua alimentação e comumente rodeando, em um voo muito delicado, arbustos de Hamelia, Lantana, Stachytarpheta, Psiguria e Gurania. No acasalamento, machos sentam-se nas crisálidas de fêmeas um dia antes de seu surgimento, com a fecundação ocorrendo na manhã seguinte, antes que a fêmea tenha eclodido completamente. Eles nem mesmo esperam que a fêmea emirja. Ao invés disto, abrem sua crisálida e copulam assim que seus genitais estão acessíveis.

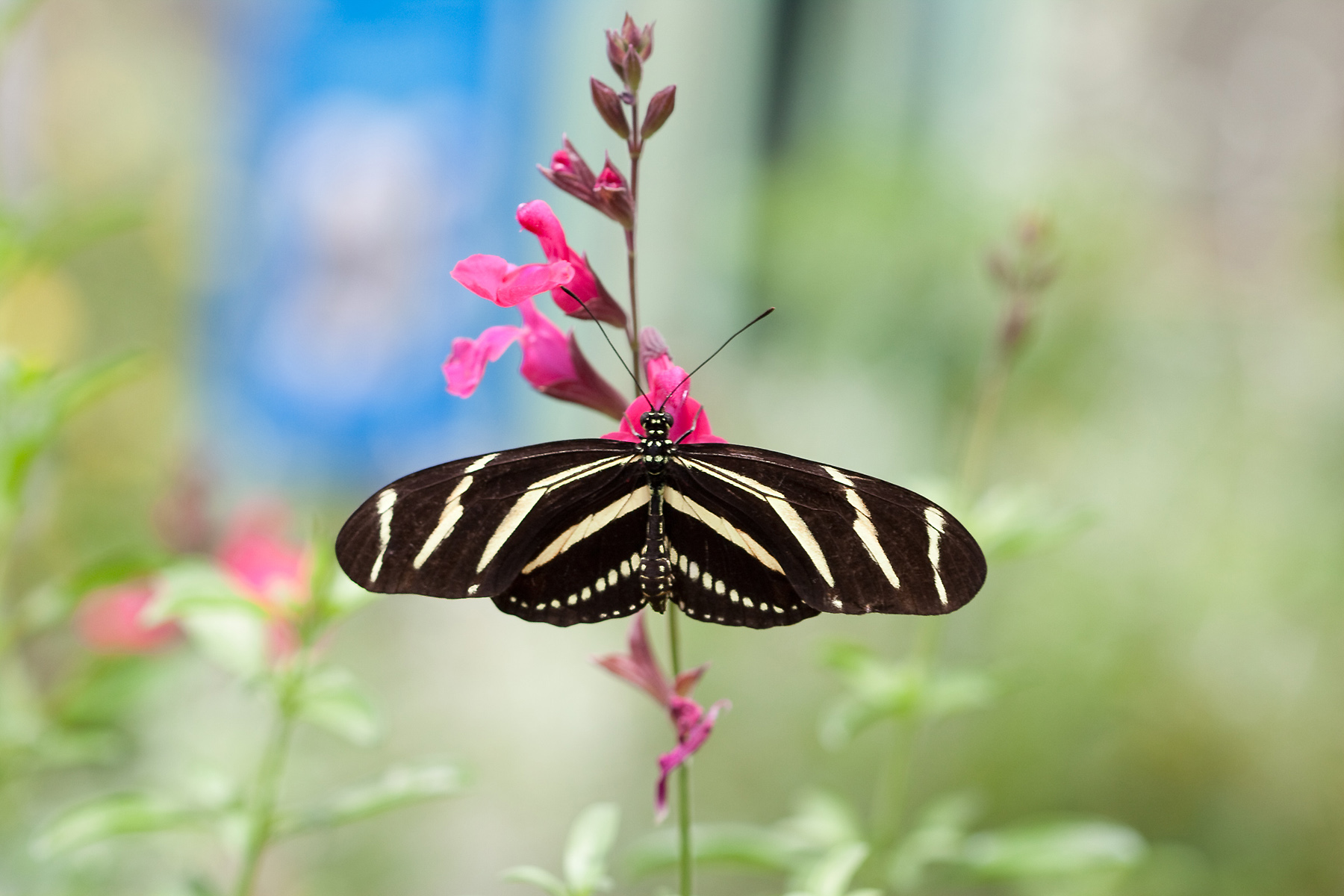
H. charithonia pousada em uma flor.

## Longevidade
O pólen, das quais se alimentam, contribui muito para a longevidade das borboletas. Algumas espécies de Heliconius vivem por até nove meses como adultas. O naturalista William Beebe manteve um Heliconius charithonia, chamado Higgins, em cativeiro por vários meses.

## Ovo, lagarta e crisálida
Os ovos são colocados individualmente ou em grupos de até uma dúzia em plantas de Passiflora, sendo amarelos ou brancos. Suas lagartas, quando desenvolvidas, são brancas com manchas ou listras pretas, peito preto e cabeça amarela e preta ou preta e branca. Cada segmento do corpo tem seis espinhos negros e longos, e há outro par de espinhos semelhantes na cabeça. A crisálida se parece com uma folha torcida e possui um par de chifres longos e torcidos, vários espinhos dorsais curvos e uma série de pequenos espinhos em forma de gancho ao longo das costas. É suspensa a partir de um caule ou folha.

## Subespécies
H. charithonia possui oito subespécies:
- Heliconius charithonia charithonia - Descrita por Linnaeus em 1767. Nativa do Equador (localidade tipo: "America", na descrição).
- Heliconius charithonia simulator - Descrita por Röber em 1921. Nativa da Jamaica (localidade tipo: Jamaica).
- Heliconius charithonia bassleri - Descrita por Comstock & Brown em 1950. Nativa da Colômbia (localidade tipo: Colômbia).
- Heliconius charithonia churchi - Descrita por Comstock & Brown em 1950. Nativa do Haiti (localidade tipo: Haiti).
- Heliconius charithonia tuckeri - Descrita por Comstock & Brown em 1950. Nativa dos estados Unidos (localidade tipo: Flórida).
- Heliconius charithonia vazquezae - Descrita por Comstock & Brown em 1950. Nativa do México (localidade tipo: Campeche).
- Heliconius charithonia ramsdeni - Descrita por Comstock & Brown em 1950. Nativa de Cuba (localidade tipo: Cuba).
- Heliconius charithonia antiquus - Descrita por Lamas em 1988. Nativa de São Cristóvão e Antígua (localidade tipo: São Cristóvão e Antígua).

## Mimetismo
Heliconius charithonia é uma espécie generalizada, mas, ao contrário de muitos Heliconius, não é intensamente mimética com outras espécies, mostrando pouca diferenciação. Apenas uma espécie, Heliconius peruvianus (C. & R. Felder, 1859), que vive em habitats florestais secos do oeste do Equador e do Peru, possui uma cor claramente mimética com a desta espécie.